# Tour de Villers
La tour de Villers (en néerlandais : Villerstoren) ou tour Saint-Jacques (Sint-Jacobstoren) forme avec la courtine qui l'accompagne (courtine de Villers) un des vestiges les mieux conservés de la première enceinte de Bruxelles construite au début du XIIIe siècle : sa face extra-muros est visible depuis la cour de l'école néerlandophone Sint-Jorisinstituut située au n° 16 de la rue des Alexiens et sa face intra-muros est visible depuis la rue de Villers.
En 2018, la courtine de Villers qui jouxte la tour s'effondre sur 20 mètres de long dans la cour de l'école voisine.

## Historique

### Origines
La tour et la courtine de Villers font partie de la première enceinte de Bruxelles, édifiée en plusieurs dizaines d'années au XIIIe siècle par le duc Henri Ier de Brabant. Moins de 200 ans plus tard, la Ville fait construire une seconde enceinte qu'on démantèle au début du XIXe siècle pour créer les boulevards de la « Petite ceinture », mais il n'y a jamais eu de décision de démolir la première enceinte, qui s'est trouvée progressivement incluse dans des constructions privées, en particulier au XVIIe siècle.

### Restauration et classement
Au début des années 1960, les maisons sont démolies pour dégager la tour et la courtine, après quoi l'architecte de la ville de Bruxelles Jean Rombaux procède à la restauration de la tour : il en reconstitue entre autres la plateforme et les archères.
La tour de Villers subit des travaux de consolidation en 1988 et fait l'objet d'un classement au titre des monuments historiques depuis le 30 mars 2000,.

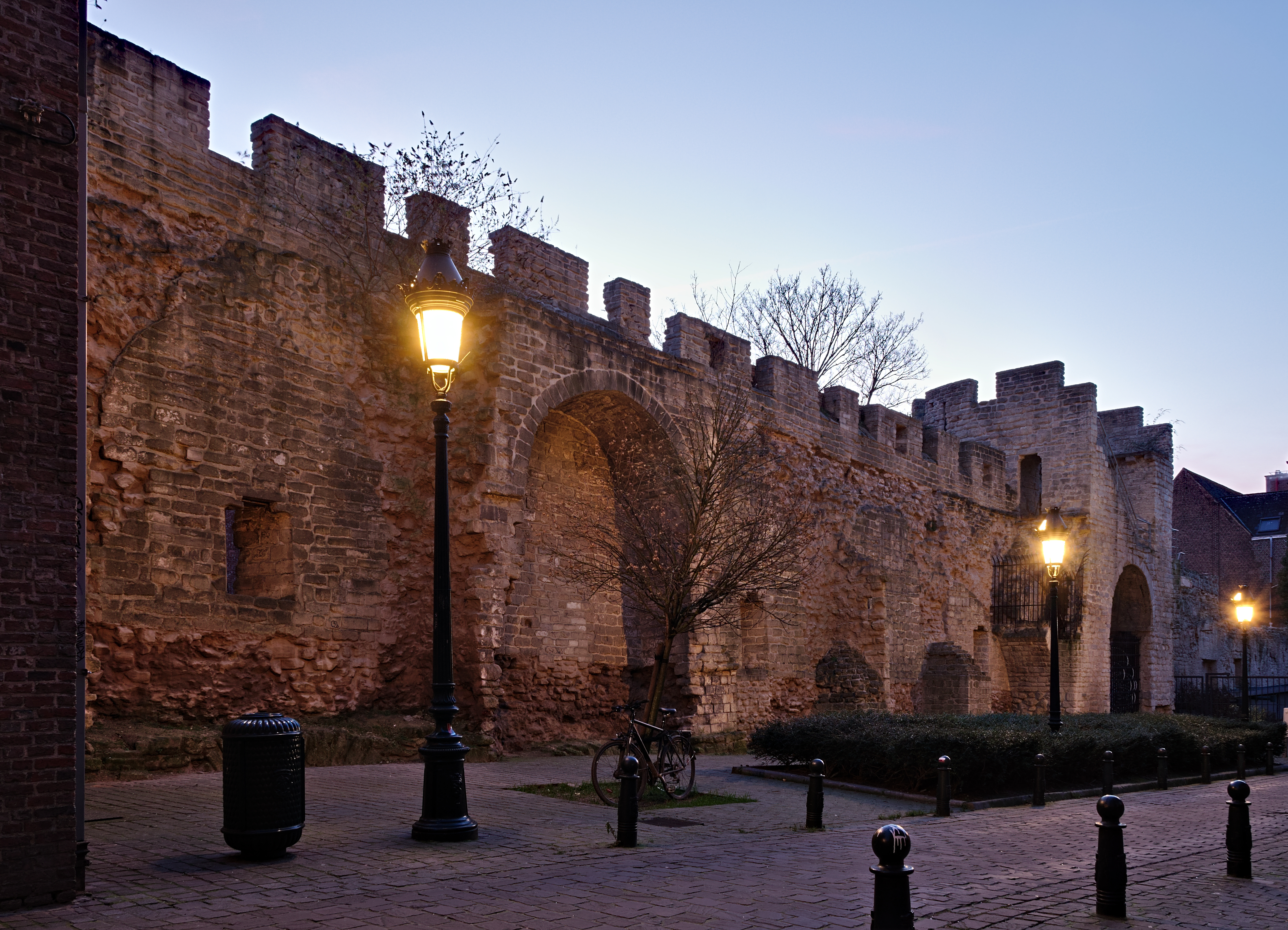
La tour de Villers vue du côté intra-muros.
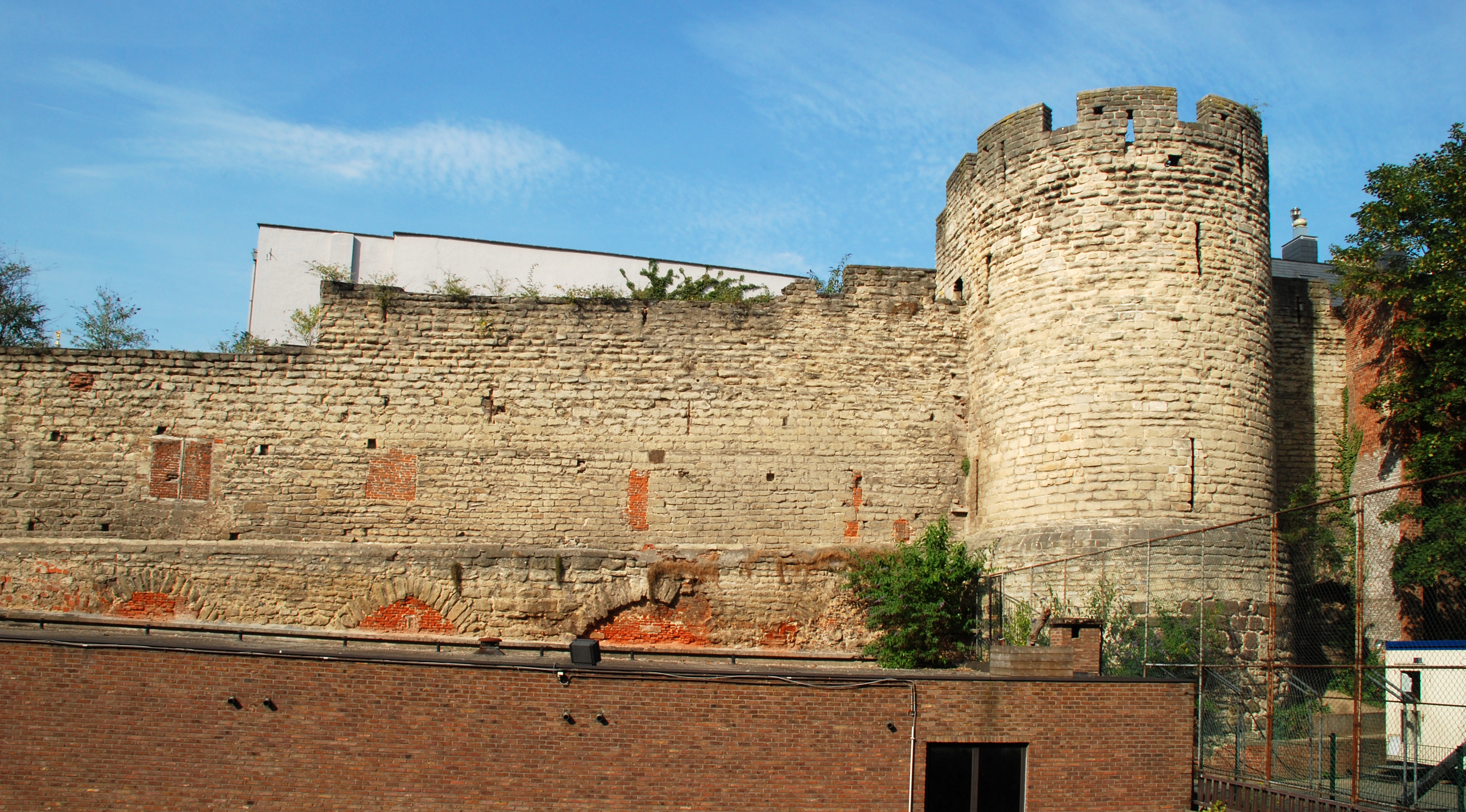
La courtine et la tour de Villers vues du côté extra-muros depuis la cour du Sint-Jorisinstituut (rue des Alexiens).

### Effondrement de la courtine de Villers
Dans la nuit du 17 au 18 novembre 2018, la courtine s'effondre sur 20 mètres de long dans la cour de l'école Sint-Joris, où des travaux étaient en cours,. L'échevin de l'Urbanisme et du Patrimoine souligne que « l'effondrement du mur est vraisemblablement dû à l'entreprise qui a initié les travaux dans la cour de l'école Sint-Joris sans prendre toutes les précautions nécessaires, et la reconstruction de la muraille sera à sa charge » et précise « nous seront très vigilants à ce que ce pan de mur qui est classé, soit reconstruit à l'identique et avec les mêmes pierres »,. « C'est une obligation. Nous parlons d'un mur vieux de 800 ans ». La tour de Villers échappe heureusement à l'effondrement.

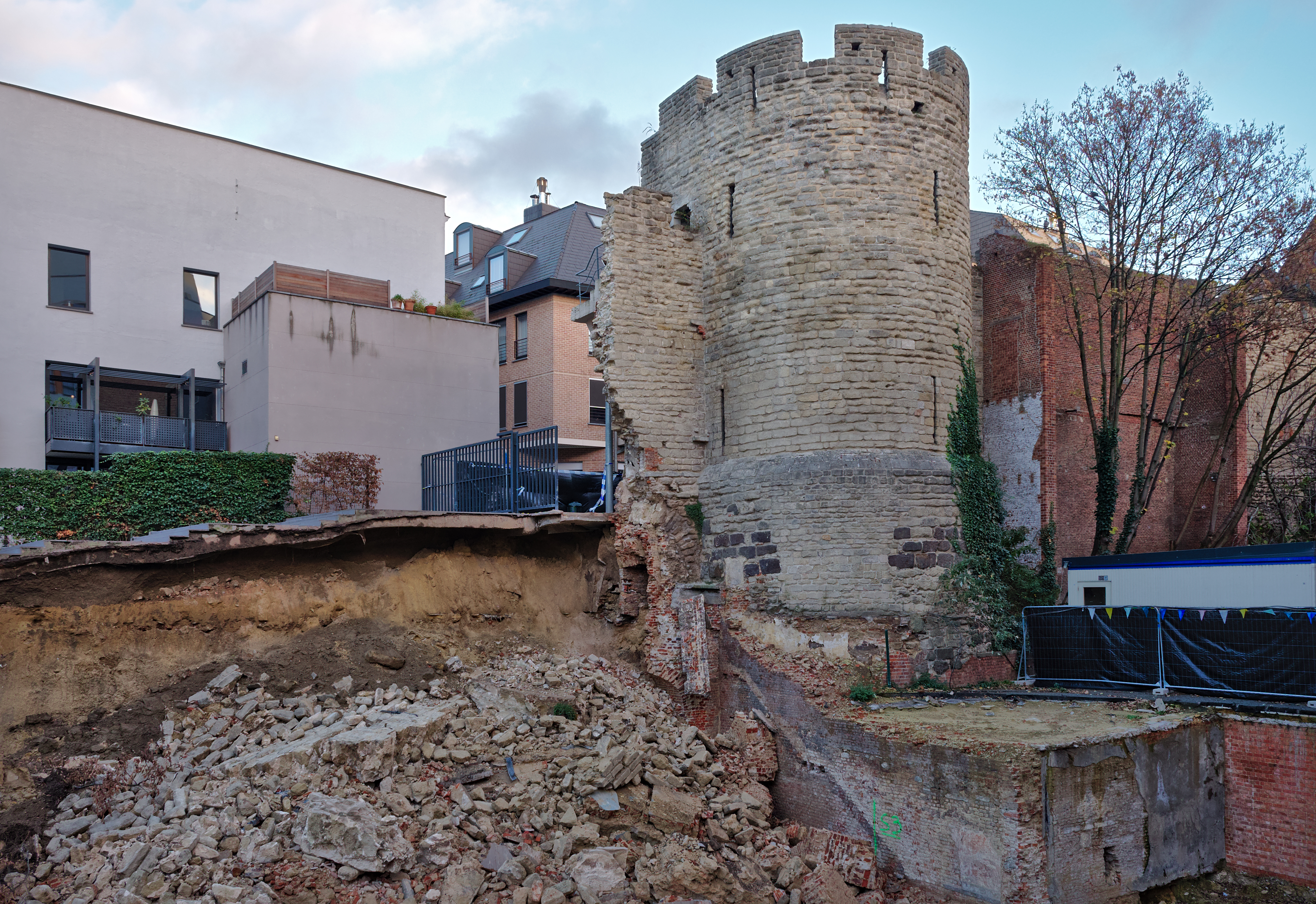
Courtine de Villers en décombres

## Architecture

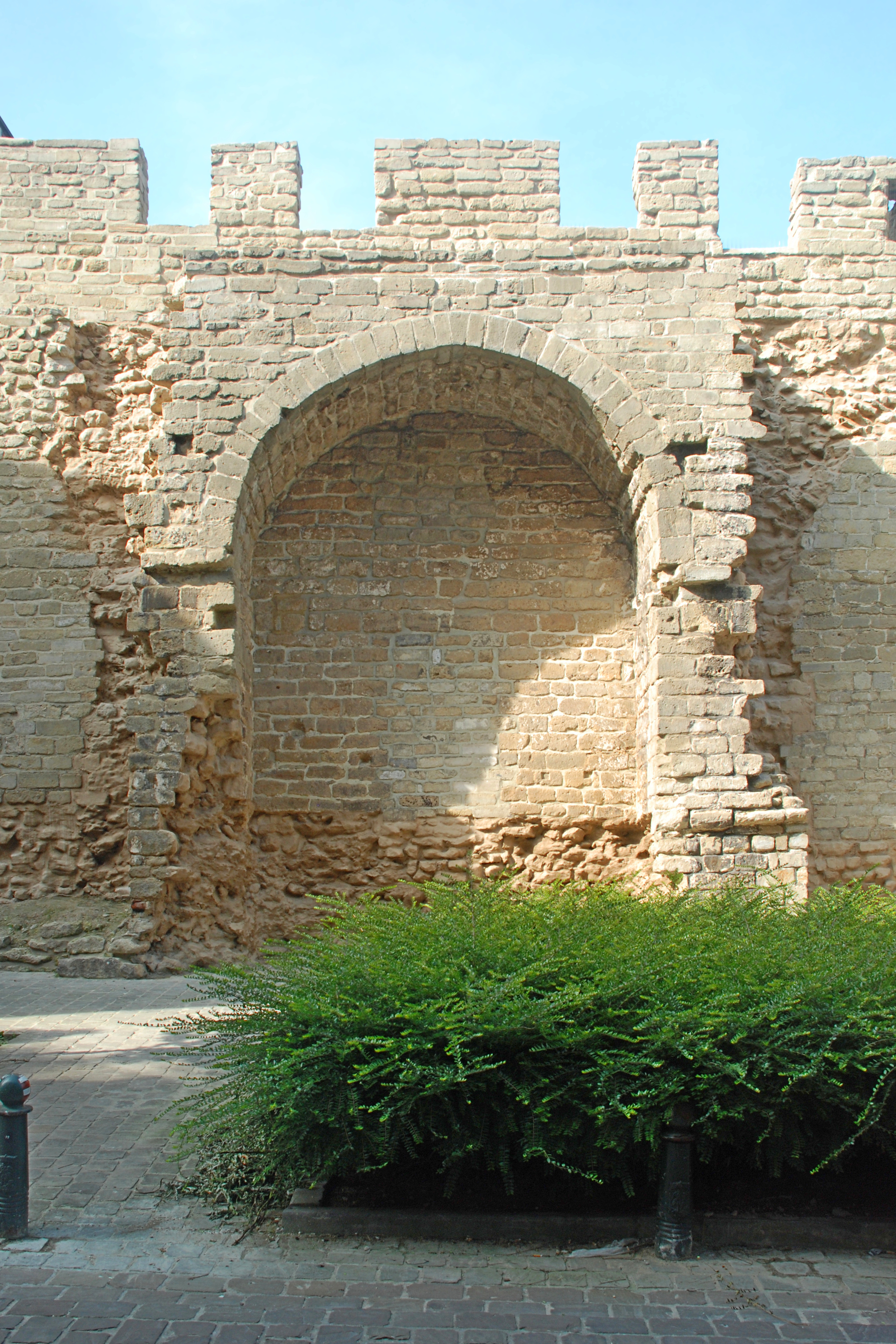
Courtine de Villers
Côté intra-muros, rue de Villers.

De plan semi-circulaire, la tour est édifiée en moellon de grès.
Le côté extra-muros, semi-circulaire, présente deux niveaux percés d'archères et un parapet crénelé, vestige du chemin de ronde originel. Chacun des merlons du parapet est percé d'une petite meurtrière. Le niveau inférieur, plus épais et partiellement constitué de blocs de grès ferrugineux, est en fait le niveau des fondations, actuellement hors sol.
À gauche de la tour subsiste un long fragment du mur d'enceinte appelé courtine de Villers. Le niveau inférieur, plus épais, est le niveau des fondations : les arches ogivales visibles sous le mur d'enceinte sont les arches des fondations qui étaient jadis enterrées et qui sont maintenant dégagées et murées au moyen de briques. Plus haut, on aperçoit les fenêtres murées des habitations qui ont jadis englobé la courtine.

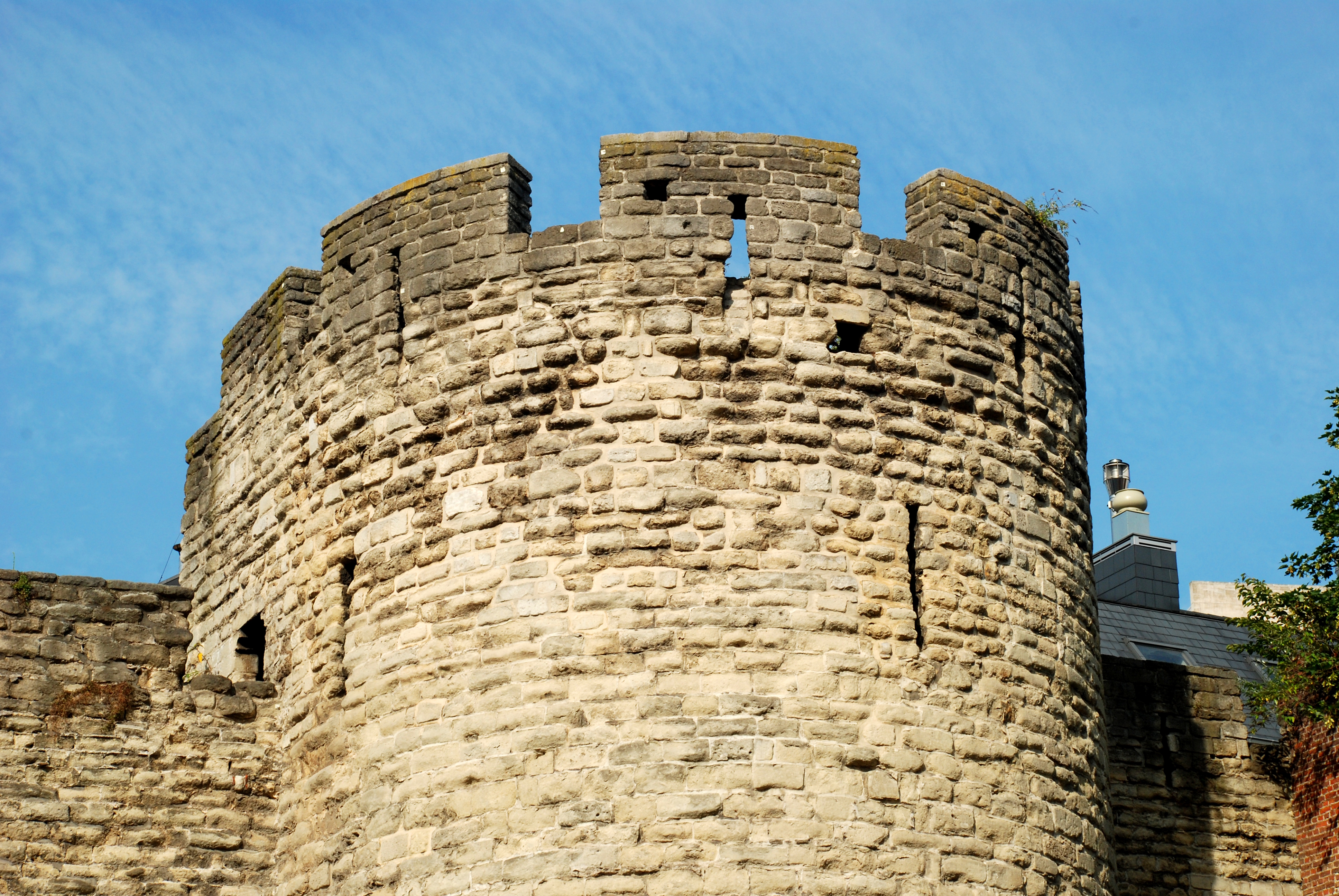
Le dernier étage de la tour de Villers et ses créneaux.

## Accessibilité
| ___ | Ce site est desservi par la station de métro : Gare Centrale. |